# Dong-gu
Dong-gu, (tiếng Hàn: 동구; Hanja: 東區), hay "Quận phía Đông", là tên của một quận (gu) ở một số thành phố của Hàn Quốc:
- Dong-gu, Busan
- Dong-gu, Daegu
- Dong-gu, Incheon
- Dong-gu, Daejeon
- Dong-gu, Gwangju
- Dong-gu, Ulsan